# دانب پولسکی
دانب پولسکی (به لهستانی:  Dąb Polski) یک روستا در لهستان است که در گمینا وووتسواوک واقع شده‌است.